# Đế quốc Achaemenes
Đế quốc Achaemenes (/əˈkiːmənɪd/; tiếng Old Persian: 𐎧𐏁𐏂, đã Latinh hoá: Xšāça, n.đ. 'The Empire') là một đế quốc cổ đại của người Iran được Cyrus Đại đế thành lập nên ở khu vực Tây Á, đế quốc này còn được gọi là Đế quốc Ba Tư thứ nhất.. Vào giai đoạn đỉnh cao, đế quốc này trải dài từ khu vực Balkan ở phía Tây cho tới khu vực thung lũng sông Ấn ở phía đông và có diện tích lên tới 5,5 triệu kilômét vuông (2,1 triệu dặm vuông Anh), lớn hơn bất cứ đế quốc nào khác đã từng tồn tại trước đó. Những thành tựu nổi bật khác của đế quốc này bao gồm một mô hình chính quyền mang tính tập trung và quan liêu thành công (thông qua các satrap dưới quyền Vua của các vị vua) cùng với chính sách đa văn hóa và xây dựng nên các cơ sở hạ tầng như hệ thống đường xá cùng một hệ thống thư tín, một ngôn ngữ chính thức đã được sử dụng ở mọi vùng đất nằm trong đế quốc và tạo dựng nên các cơ quan dân sự cùng một đạo quân chính quy đông đảo. Những thành tựu của đế quốc này đã tạo cảm hứng cho các đế quốc sau này thiết lập nên những hệ thống khác tương tự.
Vào thế kỷ thứ 7 TCN, người Ba Tư đã tới định cư ở vùng đất Persis nằm ở phía tây nam của cao nguyên Iran, vùng đất này sau đó đã trở thành trung tâm cho đế quốc của họ. Từ vùng đất này, Cyrus Đại đế đã đem quân đánh bại người Medes, Lydia và đế quốc Tân-Babylon để thiết lập nên đế quốc Achaemenes. Alexandros Đại đế sau đó đã chinh phục phần lớn đế quốc này vào năm 330 TCN, bản thân ông ta còn là một người ngưỡng mộ nhiệt thành đối với Cyrus Đại đế. Sau khi Alexandros qua đời, Nhà Ptolemaios và đế quốc Seleukos đã chia nhau cai trị phần lớn các vùng lãnh thổ nằm trong đế quốc của Alexandros, ngoài ra một số vùng lãnh thổ nhỏ khác đã giành được độc lập vào khoảng thời gian này. Tầng lớp quý tộc người Iran ở khu vực trung tâm cao nguyên sau này đã khôi phục lại được quyền lực của họ dưới thời đế quốc Parthia vào giai đoạn thế kỷ thứ 2 TCN.
Trong mắt các sử gia phương Tây, đế quốc Achaemenes luôn được nhớ đến với vai trò là địch thủ của những thành bang Hy Lạp trong các cuộc Chiến tranh Hy Lạp-Ba Tư và sự kiện giải phóng người Do Thái thoát khỏi cảnh lưu đày ở Babylon. Ngoài ảnh hưởng về mặt lãnh thổ và quân sự, đế quốc này còn để lại những dấu ấn lịch sử về văn hóa, xã hội, công nghệ và tôn giáo. Ví dụ như nhiều người Athens đã tuân theo các phong tục của nhà Achaemenes trong cuộc sống hàng ngày của họ thông qua một sự trao đổi về văn hóa một số người thì lại được các vị vua Ba Tư tuyển mộ hoặc là đã liên minh với họ. Ảnh hưởng từ sắc lệnh của Cyrus còn được nhắc tới trong các văn bản Do Thái-Cơ đốc giáo và đế quốc này còn giúp cho Bái Hỏa giáo được truyền bá về phía đông tới tận Trung Quốc. Đế quốc Achaemenes còn truyền cảm hứng cho chính trị, di sản và lịch sử của Iran (còn được gọi là Persia).

## Tên gọi
Danh xưng Achaemenid có nghĩa là "thuộc về dòng dõi của Achaemenis/Achaemenes" (tiếng Old Persian: 𐏃𐎧𐎠𐎶𐎴𐎡𐏁 Haxāmaniš; Achaemenes là một tiểu vương của Anshan ở khu vực tây nam Iran và là một chư hầu của người Assyria vào giai đoạn thế kỷ thứ 7 TCN.

### Nguồn gốc

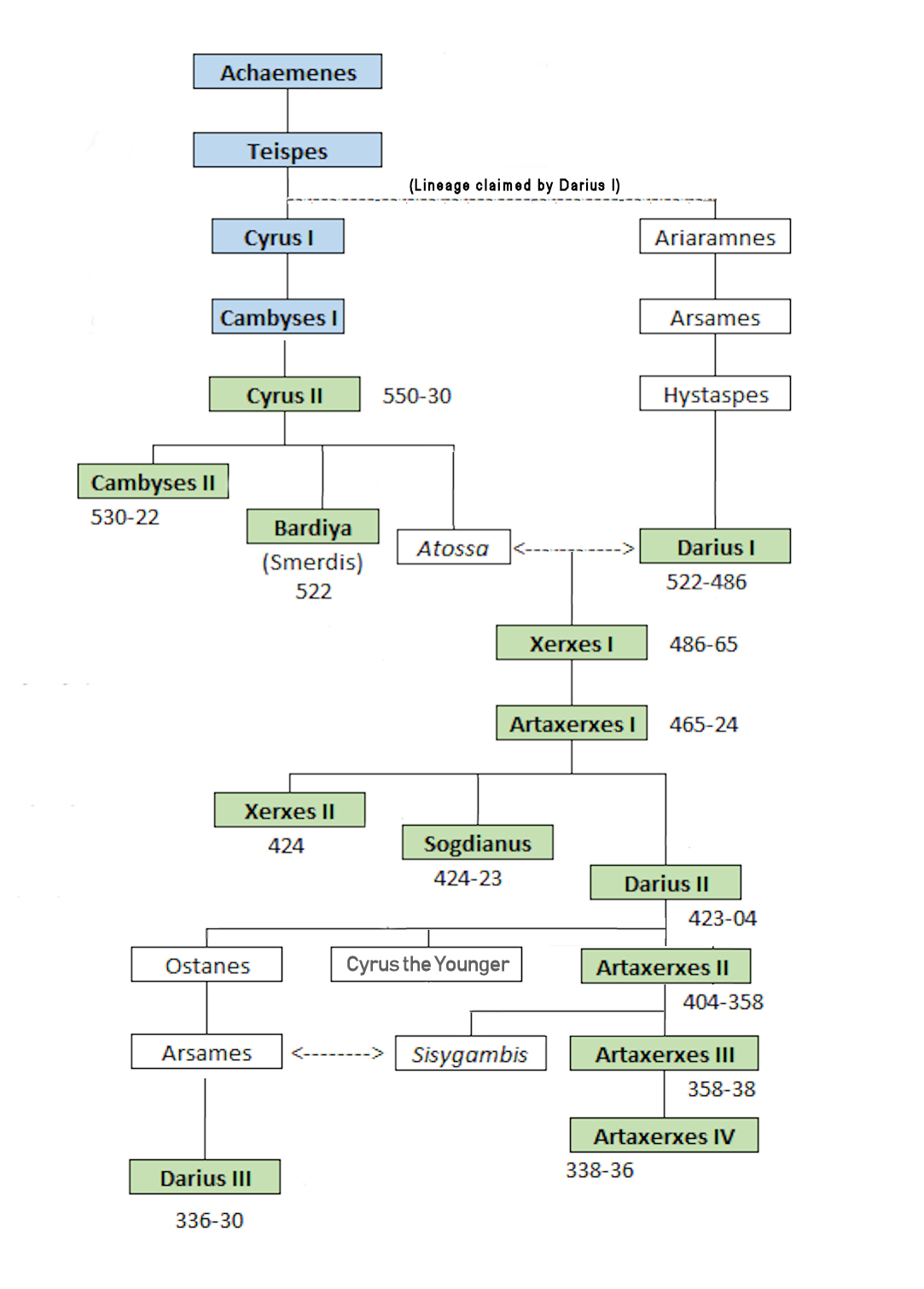
Phả hệ của các vị vua nhà Achaemenes.

### Thành lập và bành trướng

Quá trình bành trướng của nhà Achaemenes

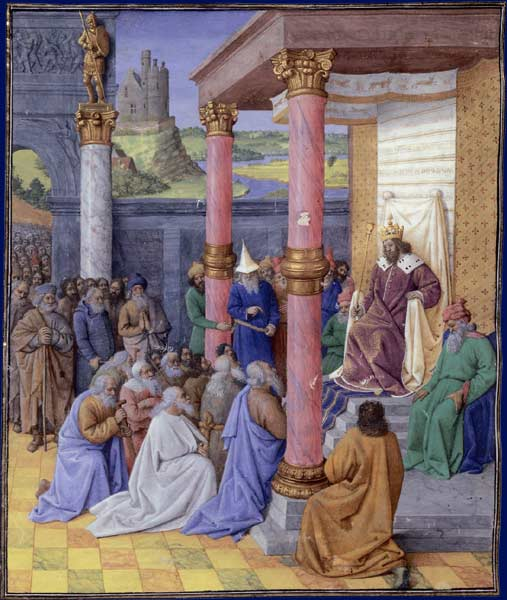
Theo Kinh thánh thì Cyrus Đại đế đã giải phóng người Do thái thoát khỏi tình cảnh lưu đày ở Babylon rồi cho xây dựng lại Jerusalem

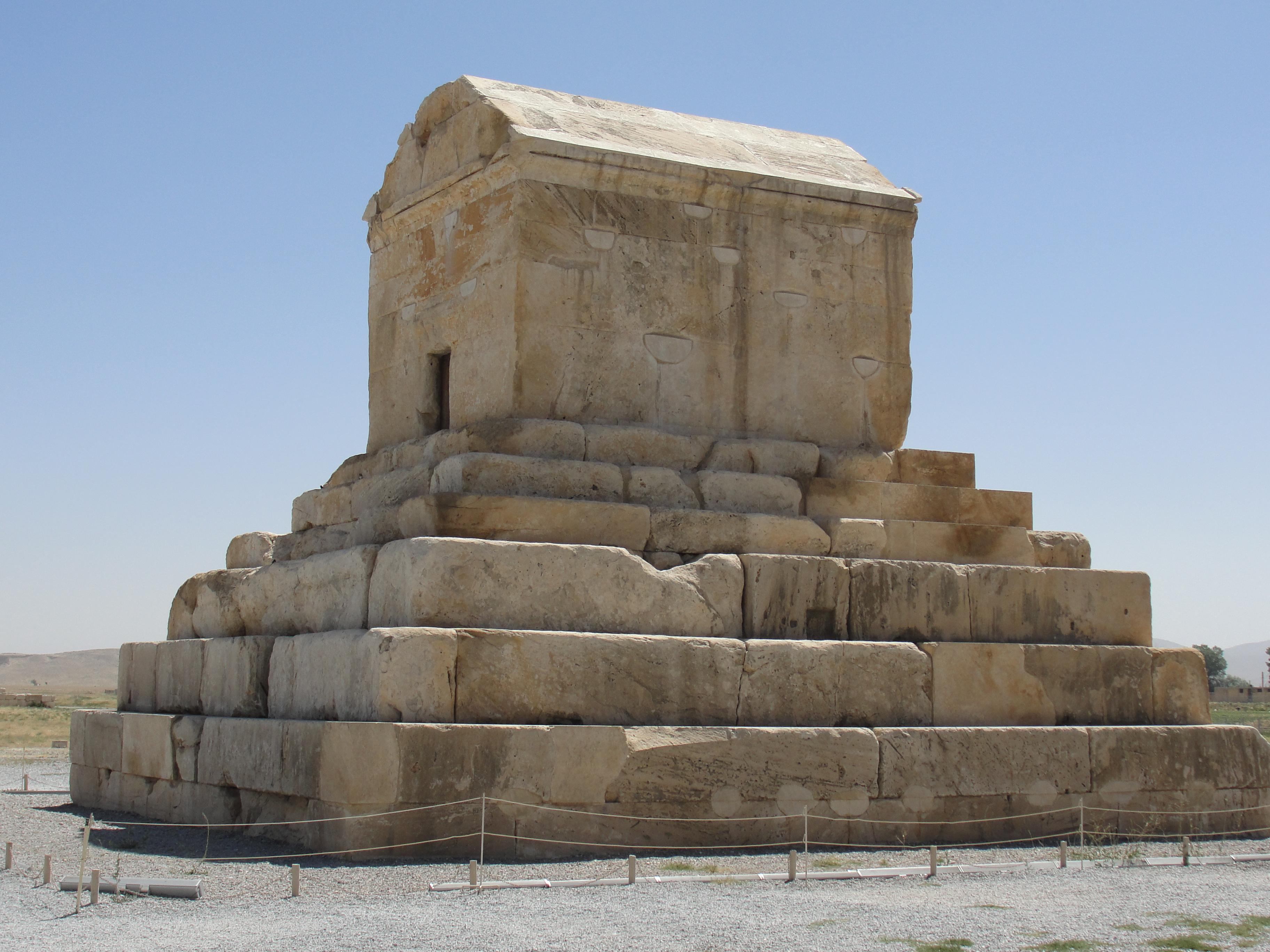
Lăng mộ của Cyrus Đại đế, vị vua sáng lập nên đế quốc Achaemenes

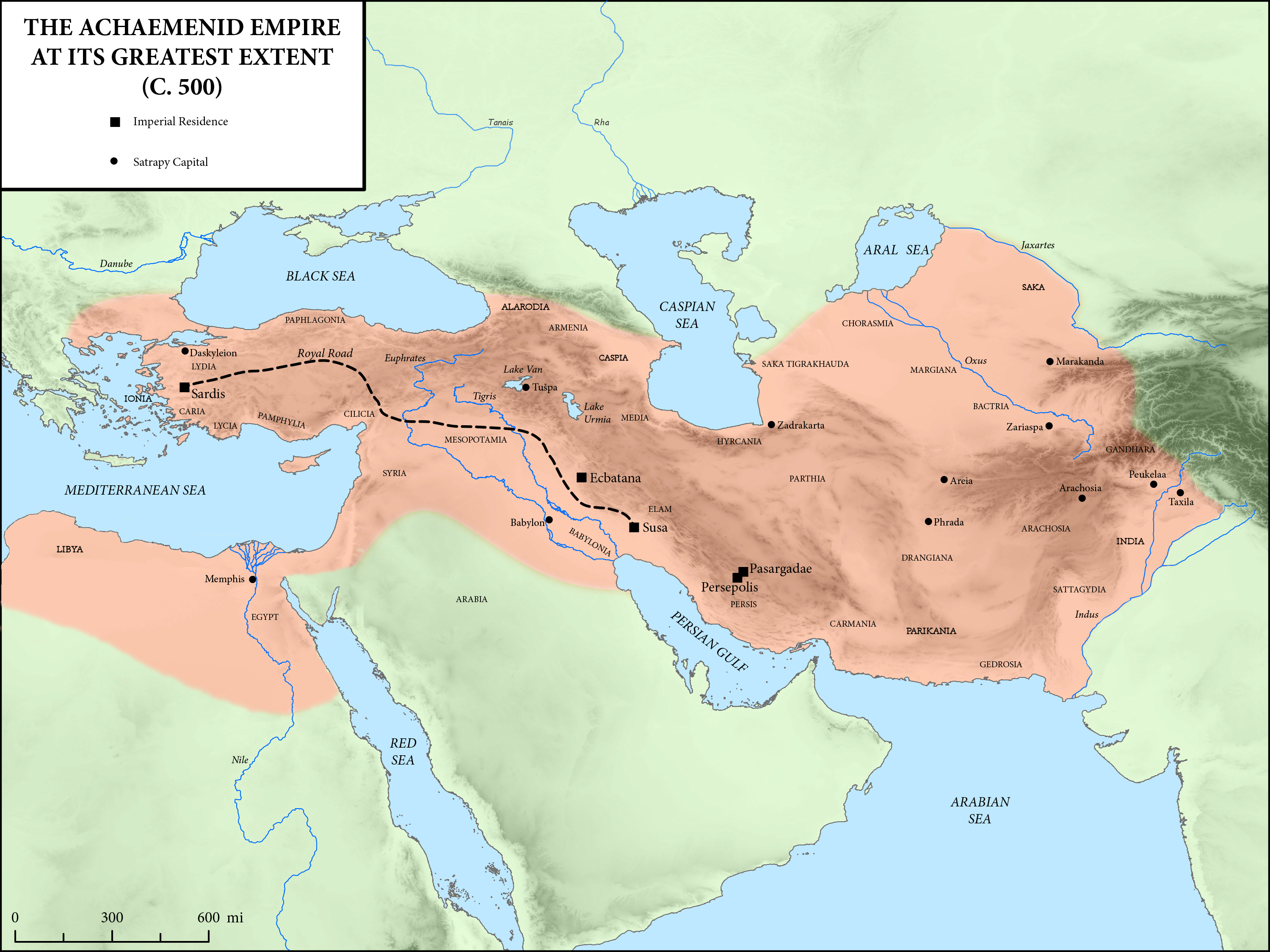
Đế quốc Achaemenes vào giai đoạn đỉnh cao khoảng năm 500 TCN

### Chiến tranh Hy Lạp-Ba Tư

Bản đồ những sự kiện diễn ra trong giai đoạn đầu của cuộc chiến tranh Hy Lạp-Ba Tư

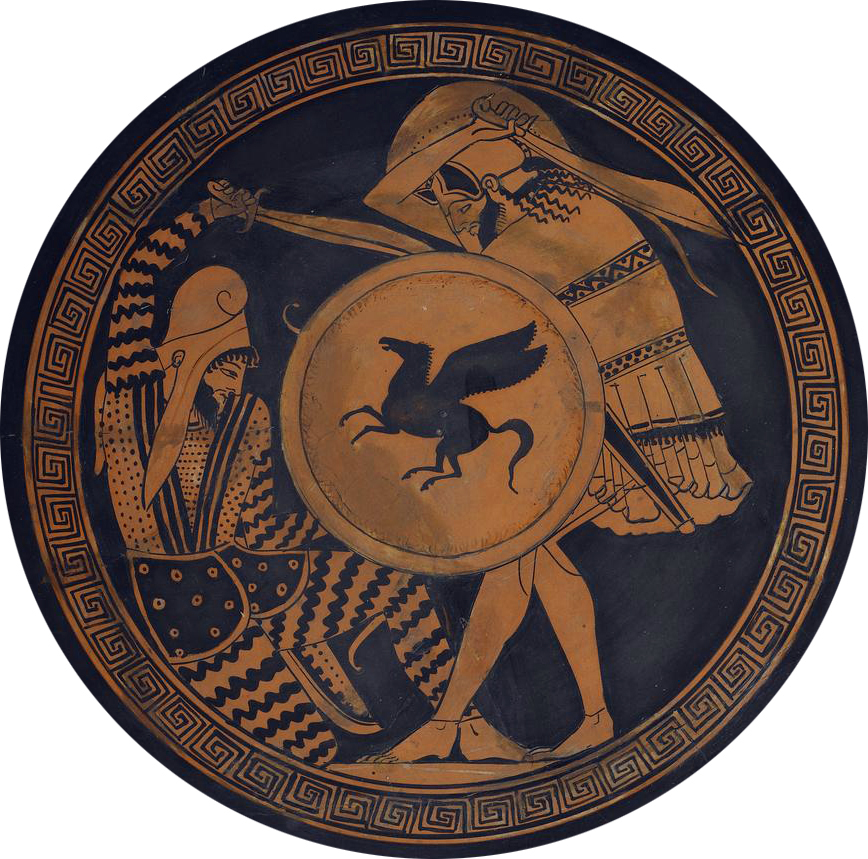
Cảnh giao chiến giữa một chiến binh hoplite người Hy Lạp với một binh sĩ Ba Tư trên một kylix, niên đại là vào thế kỷ thứ 5 TCN

### Sụp đổ

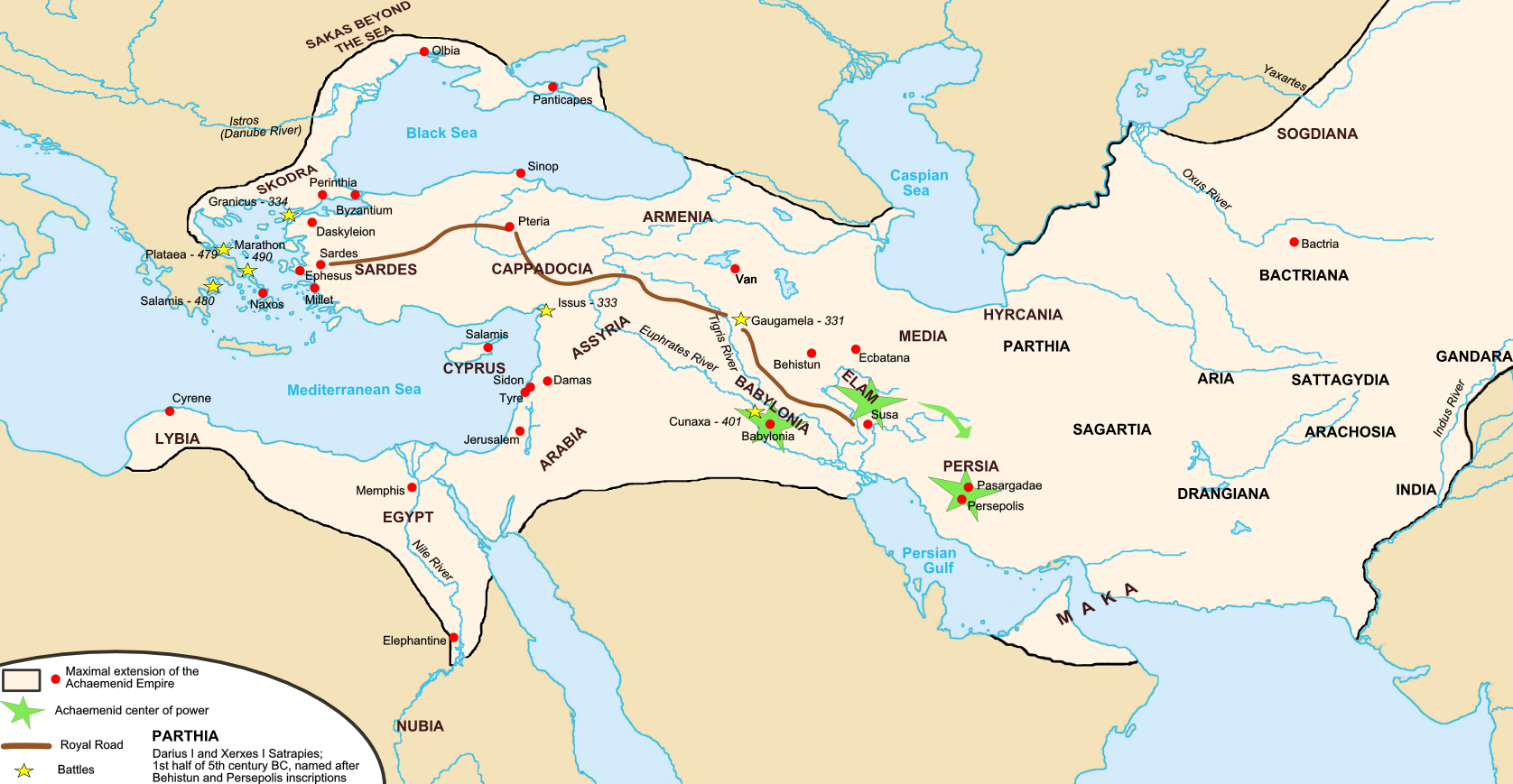
Achaemenid Empire during the wars of Alexander.

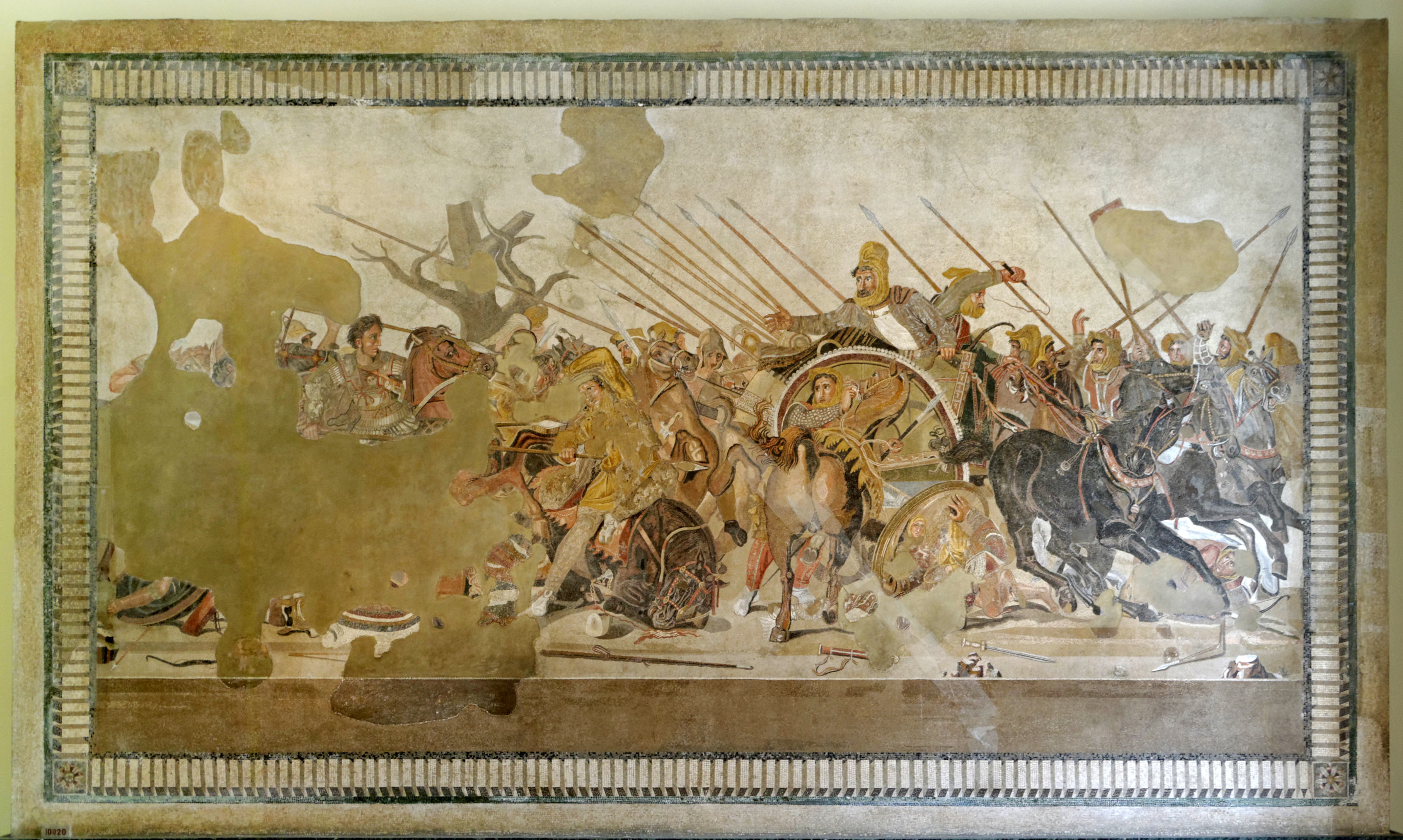
The Battle of Issus, between Alexander the Great on horseback
to the left, and Darius III in the chariot to the right, represented in a Pompeii mosaic dated 1st century BCE – National Museum of Archaeology in Napoli.

## Chính quyền

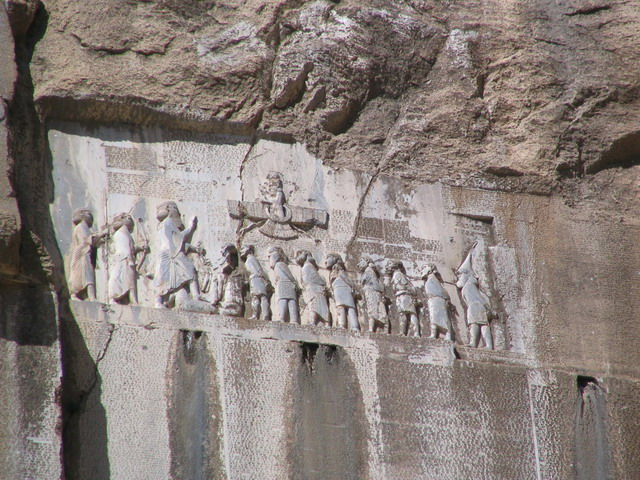
Chữ khắc Behistun kể lại câu chuyện về những cuộc chinh phạt của Darius Đại đế, với tên của hai mươi ba tỉnh satrap dưới quyền của ông.

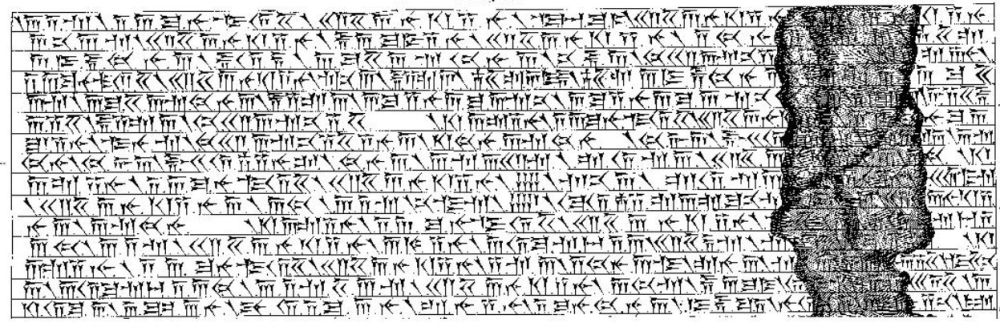
Chữ khắc Behistun, cột 1 (DB I 1–15)

### Các quận thu thuế

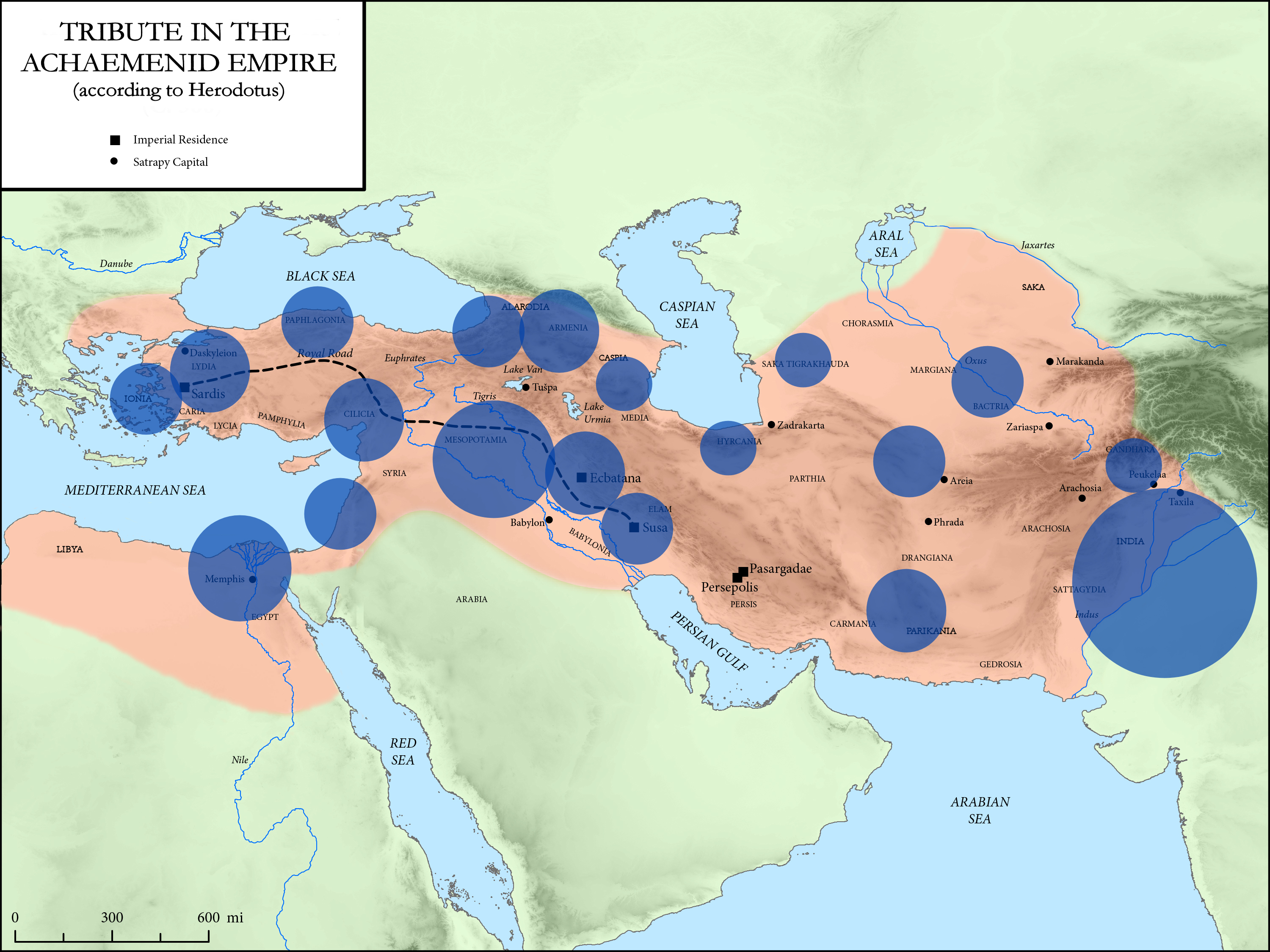
Số lượng cống nạp hàng năm ở mỗi quận trong Đế quốc theo Herodotos.

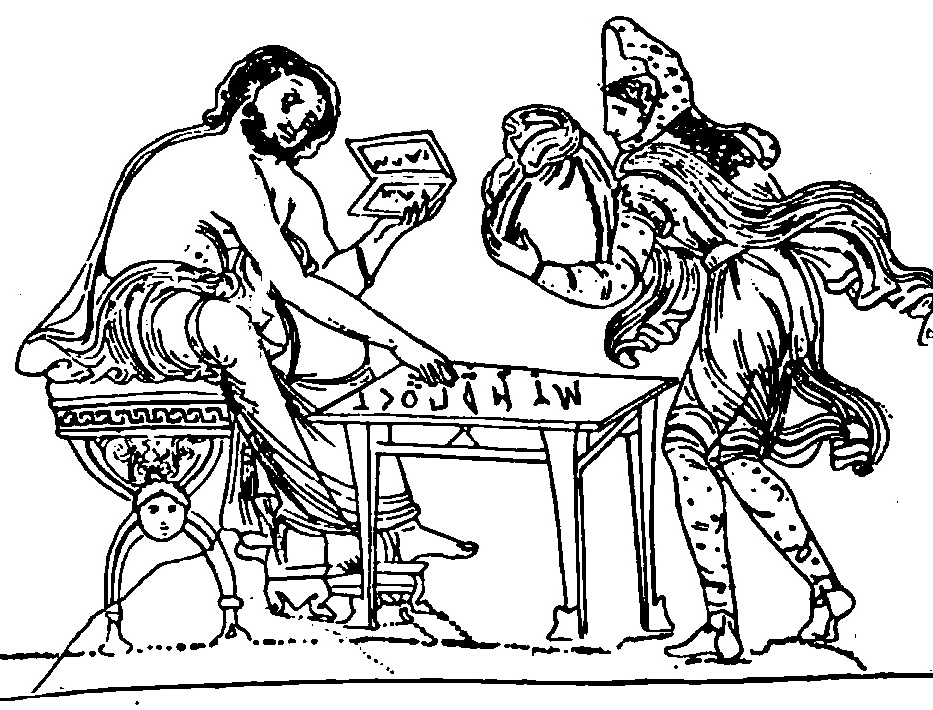
Thu thuế viên Achaemenes đang tính toán trên bàn cát hoặc bàn tính, dựa theo Cái bình Darius (340–320 BC).

### Giao thông và liên lạc

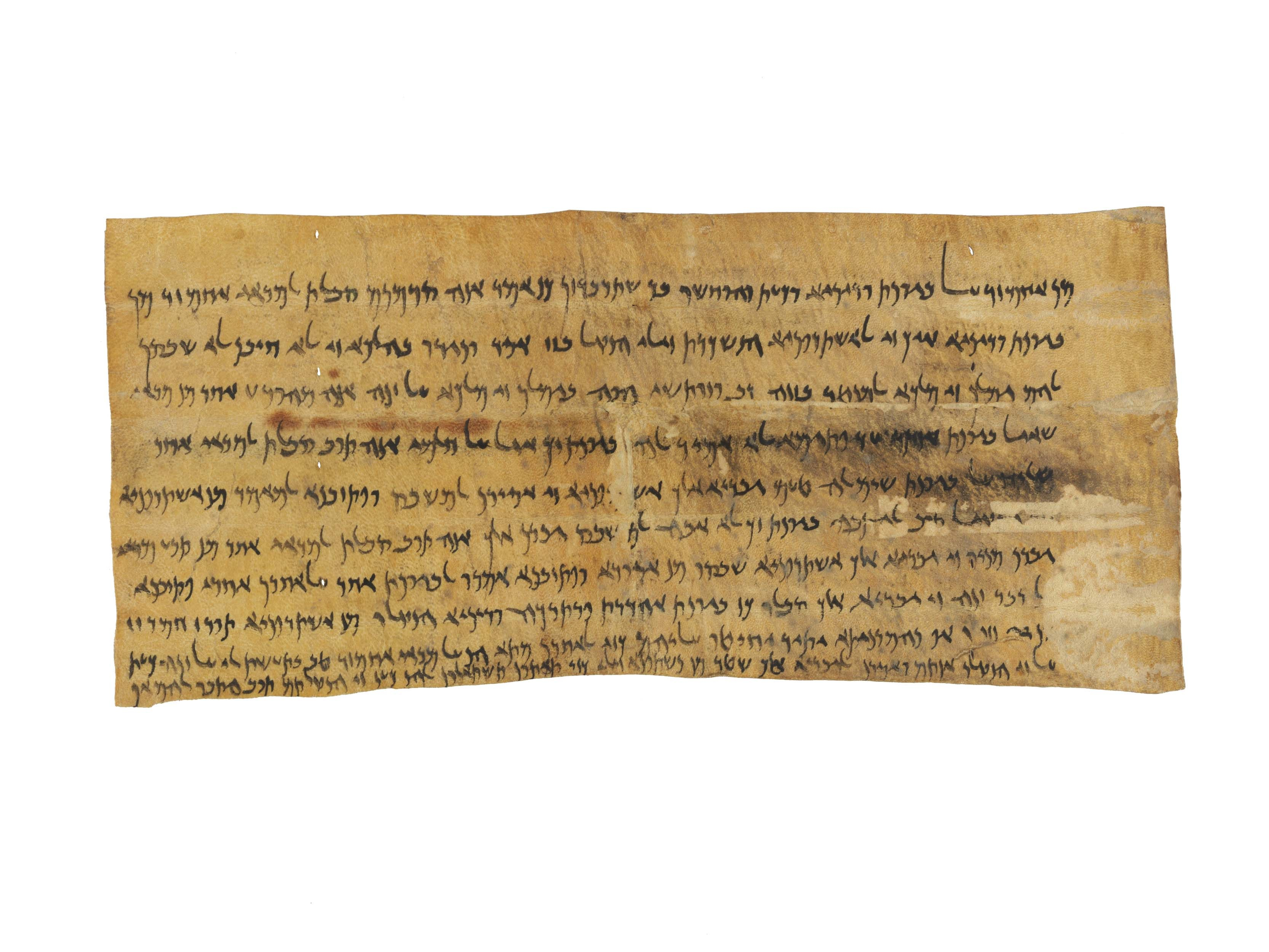
Thư từ satrap Bactria đến thủ hiến Khulmi nói về những người chăn lạc đà, năm 353 TCN

## Lịch sử

### Mốc thời gian nhà Achaemenes
Năm theo lịch thiên văn
Niên đại mang tính xấp xỉ